# ヨウシュツルキンバイ
ヨウシュツルキンバイ（学名:Argentina anserina）は、バラ科の多年生植物。北半球のあらゆるところ、特に川岸や草原、道端に自生し、黄色い花をつける。この植物はかつてキジムシロ属に分類されていたが、1990年代の調査で、Argentina属に移された。